# Юрченко Анатолій Петрович (дипломат)
Анатолій Петрович Юрченко (нар. 27 липня 1948, с. Горошків, Тетіївський район, Київська область) — український політичний і державний діяч, дипломат. Надзвичайний та Повноважний Посол України. Голова Херсонської обласної державної адміністрації. Народний депутат України 1-го скликання.

## Біографія
Закінчив Українську сільськогосподарську академію (1971), зоотехнік. Київську вищу партійну школу (1988), партійне і радянське будівництво. Кандидат сільськогосподарських наук. З 08.1971 по 10.1973 — командир мотострілецького взводу, командир роти, в/ч 35872.
З 10.1973 по 03.1976 — працював головним зоотехніком радгоспу ім. Покришева Голопристанського р-ну.
З 03.1976 по 09.1977 — головний зоотехнік Херсонського радгоспвинтресту.
З 09.1977 по 07.1983 — інструктор відділу сільського господарства Херсонського обкому Компартії України.
З 07.1983 по 03.1985 — інструктор відділу сільського господарства та харчової промисловості Херсонського обкому Компартії України.
З 03.1985 по 11.1988 — голова виконкому Голопристанської районної Ради народних депутатів Херсонської області.
З 11.1988 по 03.1991 — перший секретар Голопристанського райкому Компартії України.
З 03.1990 по 06.1992 — народний депутат Верховної Ради України I скликання (обраний у 2-му турі) від Скадовського виборчого округу № 402, Херсонська область. Член Комісії ВР з питань АПК.
З 1991 по 1992 — голова ради та виконкому Голопристанської районної Ради народних депутатів Херсонської області.
З 1992 по 1994 — Представник Президента України в Голопристанському районі Херсонської області.
З 1994 — радник голови Херсонської обласної ради народних депутатів.
У 1994—2000 — голова правління ВАТ «Облагропостач».
У 2000—2001 — перший заступник голови Херсонської обласної державної адміністрації.
З 2001 — директор Херсонської філії комерційного банку «Брокбізнесбанк».
З 2001 — радник голови правління «Брокбізнесбанк».
З грудня 2001 — заступник голови обласної державної адміністрації.
З 10 травня 2002 по 10 жовтня 2002 — Голова Херсонської обласної ради XXIV скликання.
З 21 травня 2002 — Голова Херсонської обласної державної адміністрації.
З 2 листопада 2004 по 18 серпня 2005 — Надзвичайний та Повноважний Посол України в Азербайджані.
З 2012 р. — директор Чорноморського біосферного заповідника НАН України.
Державний службовець 3-го рангу (березень 2000).

## Наукова діяльність
У 2004 р. захистив дисертацію на здобуття наукового ступеня кандидата сільськогосподарських наук. Тема дисертації: «Використання спеціалізованих м'ясних порід вітчизняної і зарубіжної селекції для підвищення продуктивності свиней», науковий керівник — Пелих Віктор Григорович. Як зазначено у авторефераті дисертації, дослідження були проведені особисто автором у 1999—2003 рр. Оскільки робота на тих керівних посадах, які в ці роки займав Анатолій Петрович Юрченко (від голови правління ВАТ «Облагропостач» та першого заступника голови Херсонської обласної державної адміністрації до Голови Херсонської обласної адміністрації), несумісна з проведенням зазначених у авторефераті експериментальних досліджень, є підстави вважати, що дисертація є або плагіатом, або ж дослідження, які лягли в її основу, взагалі сфальсифіковані.
Наявність наукового ступеня кандидата сільськогосподарських наук дала змогу Анатолію Петровичу Юрченку у 2012 р. обійняти посаду директора Чорноморського біосферного заповідника НАН України.

## Нагороди
- Почесна грамота Кабінету Міністрів України (серпень 2002)[9]